# Packard 300
Packard 300 (Three-Hundred) – samochód osobowy marki Packard produkowany w latach 1951–1952, od tzw. 24 do 25 serii aut tej marki. Plasował się pomiędzy mniejszym modelem Packard 200 a większym Packard 400 Patrician. Łącznie wyprodukowano ok. 22,3 tys. sztuk modelu 300, z tego w 1951 roku ok. 15,3 tys. Packard 300 występował w wersji Touring Sedan.